# Tournoi de Nouvelle-Zélande de rugby à sept 2018
Navigation
2017 2019
Le tournoi de Nouvelle-Zélande de rugby à sept 2018 (en anglais New Zealand Sevens 2018) est la quatrième étape de la saison 2017-2018 du World Rugby Sevens Series. Elle se déroule sur deux jours les 3 et 4 février 2018 au Waikato Stadium d'Hamilton, en Nouvelle-Zélande. La victoire finale revient à l'équipe des Fidji qui bat en finale l'équipe d'Afrique du Sud sur le score de 24 à 17.

## Équipes participantes
Seize équipes participent au tournoi (quinze équipes qualifiées d'office plus une invitée) :
- Afrique du Sud
- Angleterre
- Argentine
- Australie
- Canada
- Écosse
- Espagne
- États-Unis
- France
- Fidji
- Pays de Galles
- Kenya
- Nouvelle-Zélande
- Russie
- Samoa
- Papouasie-Nouvelle-Guinée (invitée)

## Phase de poules

### Poule A
| Rang | Pays           | J | V | N | D | Pm | Pe | Diff | Pts |
| ---- | -------------- | - | - | - | - | -- | -- | ---- | --- |
| 1    | Fidji          | 3 | 3 | 0 | 0 | 78 | 27 | +51  | 9   |
| 2    | Australie      | 3 | 2 | 0 | 1 | 62 | 38 | +24  | 7   |
| 3    | Pays de Galles | 3 | 1 | 0 | 2 | 36 | 75 | -39  | 5   |
| 4    | Espagne        | 3 | 0 | 0 | 3 | 38 | 74 | -36  | 3   |

| 3 février 2018 12 h 36 UTC+12:00 | Fidji | 28 - 0 | Pays de Galles | Waikato Stadium, Hamilton |
| 3 février 2018 12 h 36 UTC+12:00 |       |        |                | Waikato Stadium, Hamilton |
| 3 février 2018 12 h 36 UTC+12:00 |       |        |                | Waikato Stadium, Hamilton |

| 3 février 2018 12 h 58 UTC+12:00 | Australie | 21 - 5 | Espagne | Waikato Stadium, Hamilton |
| 3 février 2018 12 h 58 UTC+12:00 |           |        |         | Waikato Stadium, Hamilton |
| 3 février 2018 12 h 58 UTC+12:00 |           |        |         | Waikato Stadium, Hamilton |

| 3 février 2018 16 h 02 UTC+12:00 | Fidji | 24 - 10 | Espagne | Waikato Stadium, Hamilton |
| 3 février 2018 16 h 02 UTC+12:00 |       |         |         | Waikato Stadium, Hamilton |
| 3 février 2018 16 h 02 UTC+12:00 |       |         |         | Waikato Stadium, Hamilton |

| 3 février 2018 16 h 24 UTC+12:00 | Australie | 26 - 7 | Pays de Galles | Waikato Stadium, Hamilton |
| 3 février 2018 16 h 24 UTC+12:00 |           |        |                | Waikato Stadium, Hamilton |
| 3 février 2018 16 h 24 UTC+12:00 |           |        |                | Waikato Stadium, Hamilton |

| 3 février 2018 19 h 28 UTC+12:00 | Pays de Galles | 29 - 21 | Espagne | Waikato Stadium, Hamilton |
| 3 février 2018 19 h 28 UTC+12:00 |                |         |         | Waikato Stadium, Hamilton |
| 3 février 2018 19 h 28 UTC+12:00 |                |         |         | Waikato Stadium, Hamilton |

| 3 février 2018 19 h 50 UTC+12:00 | Australie | 15 - 26 | Fidji | Waikato Stadium, Hamilton |
| 3 février 2018 19 h 50 UTC+12:00 |           |         |       | Waikato Stadium, Hamilton |
| 3 février 2018 19 h 50 UTC+12:00 |           |         |       | Waikato Stadium, Hamilton |

### Poule B
| Rang | Pays                      | J | V | N | D | Pm  | Pe  | Diff | Pts |
| ---- | ------------------------- | - | - | - | - | --- | --- | ---- | --- |
| 1    | Afrique du Sud            | 3 | 3 | 0 | 0 | 102 | 12  | +90  | 9   |
| 2    | Angleterre                | 4 | 2 | 0 | 2 | 81  | 28  | +53  | 7   |
| 3    | Papouasie-Nouvelle-Guinée | 3 | 1 | 0 | 2 | 38  | 70  | -32  | 5   |
| 4    | Russie                    | 3 | 0 | 0 | 3 | 7   | 118 | -111 | 3   |

| 3 février 2018 11 h 44 UTC+12:00 | Angleterre | 47 - 0 | Russie | Waikato Stadium, Hamilton |
| 3 février 2018 11 h 44 UTC+12:00 |            |        |        | Waikato Stadium, Hamilton |
| 3 février 2018 11 h 44 UTC+12:00 |            |        |        | Waikato Stadium, Hamilton |

| 3 février 2018 12 h 06 UTC+12:00 | Afrique du Sud | 36 - 5 | Papouasie-Nouvelle-Guinée | Waikato Stadium, Hamilton |
| 3 février 2018 12 h 06 UTC+12:00 |                |        |                           | Waikato Stadium, Hamilton |
| 3 février 2018 12 h 06 UTC+12:00 |                |        |                           | Waikato Stadium, Hamilton |

| 3 février 2018 15 h 10 UTC+12:00 | Angleterre | 27 - 0 | Papouasie-Nouvelle-Guinée | Waikato Stadium, Hamilton |
| 3 février 2018 15 h 10 UTC+12:00 |            |        |                           | Waikato Stadium, Hamilton |
| 3 février 2018 15 h 10 UTC+12:00 |            |        |                           | Waikato Stadium, Hamilton |

| 3 février 2018 15 h 32 UTC+12:00 | Afrique du Sud | 38 - 0 | Russie | Waikato Stadium, Hamilton |
| 3 février 2018 15 h 32 UTC+12:00 |                |        |        | Waikato Stadium, Hamilton |
| 3 février 2018 15 h 32 UTC+12:00 |                |        |        | Waikato Stadium, Hamilton |

| 3 février 2018 18 h 44 UTC+12:00 | Russie | 7 - 33 | Papouasie-Nouvelle-Guinée | Waikato Stadium, Hamilton |
| 3 février 2018 18 h 44 UTC+12:00 |        |        |                           | Waikato Stadium, Hamilton |
| 3 février 2018 18 h 44 UTC+12:00 |        |        |                           | Waikato Stadium, Hamilton |

| 3 février 2018 19 h 06 UTC+12:00 | Afrique du Sud | 28 - 7 | Angleterre | Waikato Stadium, Hamilton |
| 3 février 2018 19 h 06 UTC+12:00 |                |        |            | Waikato Stadium, Hamilton |
| 3 février 2018 19 h 06 UTC+12:00 |                |        |            | Waikato Stadium, Hamilton |

### Poule C
| Rang | Pays             | J | V | N | D | Pm | Pe | Diff | Pts |
| ---- | ---------------- | - | - | - | - | -- | -- | ---- | --- |
| 1    | Nouvelle-Zélande | 3 | 3 | 0 | 0 | 93 | 27 | +66  | 9   |
| 2    | Argentine        | 3 | 1 | 0 | 2 | 45 | 57 | -12  | 5   |
| 3    | Écosse           | 3 | 1 | 0 | 2 | 45 | 59 | -14  | 5   |
| 4    | France           | 3 | 1 | 0 | 2 | 49 | 92 | -43  | 5   |

| 3 février 2018 13 h 20 UTC+12:00 | Nouvelle-Zélande | 52 - 7 | France | Waikato Stadium, Hamilton |
| 3 février 2018 13 h 20 UTC+12:00 |                  |        |        | Waikato Stadium, Hamilton |
| 3 février 2018 13 h 20 UTC+12:00 |                  |        |        | Waikato Stadium, Hamilton |

| 3 février 2018 13 h 42 UTC+12:00 | Argentine | 19 - 14 | Écosse | Waikato Stadium, Hamilton |
| 3 février 2018 13 h 42 UTC+12:00 |           |         |        | Waikato Stadium, Hamilton |
| 3 février 2018 13 h 42 UTC+12:00 |           |         |        | Waikato Stadium, Hamilton |

| 3 février 2018 16 h 46 UTC+12:00 | Nouvelle-Zélande | 24 - 5 | Écosse | Waikato Stadium, Hamilton |
| 3 février 2018 16 h 46 UTC+12:00 |                  |        |        | Waikato Stadium, Hamilton |
| 3 février 2018 16 h 46 UTC+12:00 |                  |        |        | Waikato Stadium, Hamilton |

| 3 février 2018 17 h 08 UTC+12:00 | Argentine | 14 - 28 | France | Waikato Stadium, Hamilton |
| 3 février 2018 17 h 08 UTC+12:00 |           |         |        | Waikato Stadium, Hamilton |
| 3 février 2018 17 h 08 UTC+12:00 |           |         |        | Waikato Stadium, Hamilton |

| 3 février 2018 20 h 12 UTC+12:00 | France | 14 - 26 | Écosse | Waikato Stadium, Hamilton |
| 3 février 2018 20 h 12 UTC+12:00 |        |         |        | Waikato Stadium, Hamilton |
| 3 février 2018 20 h 12 UTC+12:00 |        |         |        | Waikato Stadium, Hamilton |

| 3 février 2018 20 h 34 UTC+12:00 | Argentine | 12 - 17 | Nouvelle-Zélande | Waikato Stadium, Hamilton |
| 3 février 2018 20 h 34 UTC+12:00 |           |         |                  | Waikato Stadium, Hamilton |
| 3 février 2018 20 h 34 UTC+12:00 |           |         |                  | Waikato Stadium, Hamilton |

### Poule D
| Rang | Pays       | J | V | N | D | Pm | Pe | Diff | Pts |
| ---- | ---------- | - | - | - | - | -- | -- | ---- | --- |
| 1    | Kenya      | 3 | 2 | 1 | 0 | 57 | 47 | +10  | 8   |
| 2    | Samoa      | 3 | 2 | 0 | 1 | 50 | 50 | 0    | 7   |
| 3    | États-Unis | 3 | 1 | 1 | 1 | 57 | 47 | +10  | 6   |
| 4    | Canada     | 3 | 0 | 0 | 3 | 42 | 69 | -27  | 3   |

| 3 février 2018 11 h 00 UTC+12:00 | Kenya | 19 - 14 | Samoa | Waikato Stadium, Hamilton |
| 3 février 2018 11 h 00 UTC+12:00 |       |         |       | Waikato Stadium, Hamilton |
| 3 février 2018 11 h 00 UTC+12:00 |       |         |       | Waikato Stadium, Hamilton |

| 3 février 2018 11 h 22 UTC+12:00 | États-Unis | 28 - 14 | Canada | Waikato Stadium, Hamilton |
| 3 février 2018 11 h 22 UTC+12:00 |            |         |        | Waikato Stadium, Hamilton |
| 3 février 2018 11 h 22 UTC+12:00 |            |         |        | Waikato Stadium, Hamilton |

| 3 février 2018 14 h 26 UTC+12:00 | Kenya | 19 - 14 | Canada | Waikato Stadium, Hamilton |
| 3 février 2018 14 h 26 UTC+12:00 |       |         |        | Waikato Stadium, Hamilton |
| 3 février 2018 14 h 26 UTC+12:00 |       |         |        | Waikato Stadium, Hamilton |

| 3 février 2018 14 h 48 UTC+12:00 | États-Unis | 10 - 14 | Samoa | Waikato Stadium, Hamilton |
| 3 février 2018 14 h 48 UTC+12:00 |            |         |       | Waikato Stadium, Hamilton |
| 3 février 2018 14 h 48 UTC+12:00 |            |         |       | Waikato Stadium, Hamilton |

| 3 février 2018 18 h 00 UTC+12:00 | Samoa | 22 - 14 | Canada | Waikato Stadium, Hamilton |
| 3 février 2018 18 h 00 UTC+12:00 |       |         |        | Waikato Stadium, Hamilton |
| 3 février 2018 18 h 00 UTC+12:00 |       |         |        | Waikato Stadium, Hamilton |

| 3 février 2018 18 h 22 UTC+12:00 | États-Unis | 19 - 19 | Kenya | Waikato Stadium, Hamilton |
| 3 février 2018 18 h 22 UTC+12:00 |            |         |       | Waikato Stadium, Hamilton |
| 3 février 2018 18 h 22 UTC+12:00 |            |         |       | Waikato Stadium, Hamilton |

## Phase finale
Résultats de la phase finale.

### Tournois principaux

#### Cup
|  | Quarts de finale                   | Quarts de finale                   |                                    |                                    | Demi-finales                       | Demi-finales                       |    |  | Finale                             | Finale                             |
|  | Quarts de finale                   | Quarts de finale                   |                                    |                                    | Demi-finales                       | Demi-finales                       |    |  | Finale                             | Finale                             |
|  |                                    |                                    |                                    |                                    |                                    |                                    |    |  |                                    |                                    |
|  | 4 février 2018 - 12 h 36 UTC+12:00 | 4 février 2018 - 12 h 36 UTC+12:00 |                                    |                                    | 4 février 2018 - 16 h 49 UTC+12:00 | 4 février 2018 - 16 h 49 UTC+12:00 |    |  | 4 février 2018 - 20 h 30 UTC+12:00 | 4 février 2018 - 20 h 30 UTC+12:00 |
|  | 4 février 2018 - 12 h 36 UTC+12:00 | 4 février 2018 - 12 h 36 UTC+12:00 |                                    |                                    | 4 février 2018 - 16 h 49 UTC+12:00 | 4 février 2018 - 16 h 49 UTC+12:00 |    |  | 4 février 2018 - 20 h 30 UTC+12:00 | 4 février 2018 - 20 h 30 UTC+12:00 |
|  | Fidji                              | 12                                 |                                    |                                    | 4 février 2018 - 16 h 49 UTC+12:00 | 4 février 2018 - 16 h 49 UTC+12:00 |    |  | 4 février 2018 - 20 h 30 UTC+12:00 | 4 février 2018 - 20 h 30 UTC+12:00 |
|  | Fidji                              | 12                                 |                                    |                                    | 4 février 2018 - 16 h 49 UTC+12:00 | 4 février 2018 - 16 h 49 UTC+12:00 |    |  | 4 février 2018 - 20 h 30 UTC+12:00 | 4 février 2018 - 20 h 30 UTC+12:00 |
|  | Samoa                              | 10                                 |                                    |                                    | 4 février 2018 - 16 h 49 UTC+12:00 | 4 février 2018 - 16 h 49 UTC+12:00 |    |  | 4 février 2018 - 20 h 30 UTC+12:00 | 4 février 2018 - 20 h 30 UTC+12:00 |
|  | Samoa                              | 10                                 | Fidji                              | 14                                 |                                    |                                    |    |  | 4 février 2018 - 20 h 30 UTC+12:00 | 4 février 2018 - 20 h 30 UTC+12:00 |
|  | 4 février 2018 - 12 h 58 UTC+12:00 |                                    | Fidji                              | 14                                 |                                    |                                    |    |  | 4 février 2018 - 20 h 30 UTC+12:00 | 4 février 2018 - 20 h 30 UTC+12:00 |
|  |                                    | Nouvelle-Zélande                   | 12                                 |                                    |                                    |                                    |    |  | 4 février 2018 - 20 h 30 UTC+12:00 | 4 février 2018 - 20 h 30 UTC+12:00 |
|  | Nouvelle-Zélande                   | Nouvelle-Zélande                   | 12                                 | 19                                 |                                    |                                    |    |  | 4 février 2018 - 20 h 30 UTC+12:00 | 4 février 2018 - 20 h 30 UTC+12:00 |
|  | Nouvelle-Zélande                   |                                    |                                    | 19                                 |                                    |                                    |    |  | 4 février 2018 - 20 h 30 UTC+12:00 | 4 février 2018 - 20 h 30 UTC+12:00 |
|  | Angleterre                         | 12                                 |                                    |                                    |                                    |                                    |    |  | 4 février 2018 - 20 h 30 UTC+12:00 | 4 février 2018 - 20 h 30 UTC+12:00 |
|  | Angleterre                         | 12                                 | Fidji                              | 24                                 |                                    |                                    |    |  |                                    |                                    |
|  | 4 février 2018 - 13 h 20 UTC+12:00 |                                    | Fidji                              | 24                                 |                                    |                                    |    |  |                                    |                                    |
|  |                                    | Afrique du Sud                     | 17                                 |                                    |                                    |                                    |    |  |                                    |                                    |
|  | Kenya                              | Afrique du Sud                     | 17                                 | 12                                 |                                    |                                    |    |  |                                    |                                    |
|  | Kenya                              | 4 février 2018 - 17 h 11 UTC+12:00 |                                    | 12                                 |                                    |                                    |    |  |                                    |                                    |
|  | Australie                          | 33                                 |                                    |                                    |                                    |                                    |    |  |                                    |                                    |
|  | Australie                          | 33                                 | Australie                          | 5                                  |                                    |                                    |    |  |                                    |                                    |
|  | 4 février 2018 - 13 h 42 UTC+12:00 | 4 février 2018 - 13 h 42 UTC+12:00 | Australie                          | 5                                  | Match pour la 3e place             | Match pour la 3e place             |    |  |                                    |                                    |
|  | 4 février 2018 - 13 h 42 UTC+12:00 | 4 février 2018 - 13 h 42 UTC+12:00 |                                    | Afrique du Sud                     | Match pour la 3e place             | Match pour la 3e place             | 24 |  |                                    |                                    |
|  | Afrique du Sud                     | 22                                 | 4 février 2018 - 20 h 00 UTC+12:00 | 4 février 2018 - 20 h 00 UTC+12:00 |                                    |                                    | 24 |  |                                    |                                    |
|  | Afrique du Sud                     | 22                                 | 4 février 2018 - 20 h 00 UTC+12:00 | 4 février 2018 - 20 h 00 UTC+12:00 |                                    |                                    |    |  |                                    |                                    |
|  | Écosse                             | 0                                  |                                    | Nouvelle-Zélande                   | 7                                  |                                    |    |  |                                    |                                    |
|  | Écosse                             | 0                                  |                                    | Nouvelle-Zélande                   | 7                                  |                                    |    |  |                                    |                                    |
|  |                                    |                                    |                                    |                                    |                                    |                                    |    |  | Australie                          | 8                                  |
|  |                                    |                                    |                                    |                                    |                                    |                                    |    |  | Australie                          | 8                                  |

Finale (Cup)
| 4 février 2018 | Fidji | 24 - 17 (5-17) | Afrique du Sud                                                                           | Waikato Stadium, Hamilton Arbitre : Richard Kelly |
| 4 février 2018 | Essai(s) : A Naduva (3e, 10e, 14e), E Sau (18e) Transformation(s) : A Nasilasila (11e), V Ravouvou (15e) |                | Essai(s) : K Smith (2e), K Brown (5e), B du Preez (7e) Transformation(s) : C Afrika (8e) | Waikato Stadium, Hamilton Arbitre : Richard Kelly |
| 4 février 2018 | |                |                                                                                          | Waikato Stadium, Hamilton Arbitre : Richard Kelly |

#### Challenge Trophy
|  | Quarts de finale                   | Quarts de finale                   |            |    | Demi-finales                       | Demi-finales                       |  |  | Finale                             | Finale                             |
|  | Quarts de finale                   | Quarts de finale                   |            |    | Demi-finales                       | Demi-finales                       |  |  | Finale                             | Finale                             |
|  |                                    |                                    |            |    |                                    |                                    |  |  |                                    |                                    |
|  | 4 février 2018 - 11 h 00 UTC+12:00 | 4 février 2018 - 11 h 00 UTC+12:00 |            |    | 4 février 2018 - 15 h 03 UTC+12:00 | 4 février 2018 - 15 h 03 UTC+12:00 |  |  | 4 février 2018 - 18 h 33 UTC+12:00 | 4 février 2018 - 18 h 33 UTC+12:00 |
|  | 4 février 2018 - 11 h 00 UTC+12:00 | 4 février 2018 - 11 h 00 UTC+12:00 |            |    | 4 février 2018 - 15 h 03 UTC+12:00 | 4 février 2018 - 15 h 03 UTC+12:00 |  |  | 4 février 2018 - 18 h 33 UTC+12:00 | 4 février 2018 - 18 h 33 UTC+12:00 |
|  | Pays de Galles                     | 14                                 |            |    | 4 février 2018 - 15 h 03 UTC+12:00 | 4 février 2018 - 15 h 03 UTC+12:00 |  |  | 4 février 2018 - 18 h 33 UTC+12:00 | 4 février 2018 - 18 h 33 UTC+12:00 |
|  | Pays de Galles                     | 14                                 |            |    | 4 février 2018 - 15 h 03 UTC+12:00 | 4 février 2018 - 15 h 03 UTC+12:00 |  |  | 4 février 2018 - 18 h 33 UTC+12:00 | 4 février 2018 - 18 h 33 UTC+12:00 |
|  | Canada                             | 19                                 |            |    | 4 février 2018 - 15 h 03 UTC+12:00 | 4 février 2018 - 15 h 03 UTC+12:00 |  |  | 4 février 2018 - 18 h 33 UTC+12:00 | 4 février 2018 - 18 h 33 UTC+12:00 |
|  | Canada                             | 19                                 | Canada     | 12 |                                    |                                    |  |  | 4 février 2018 - 18 h 33 UTC+12:00 | 4 février 2018 - 18 h 33 UTC+12:00 |
|  | 4 février 2018 - 11 h 22 UTC+12:00 |                                    | Canada     | 12 |                                    |                                    |  |  | 4 février 2018 - 18 h 33 UTC+12:00 | 4 février 2018 - 18 h 33 UTC+12:00 |
|  |                                    | Argentine                          | 14         |    |                                    |                                    |  |  | 4 février 2018 - 18 h 33 UTC+12:00 | 4 février 2018 - 18 h 33 UTC+12:00 |
|  | Argentine                          | Argentine                          | 14         | 21 |                                    |                                    |  |  | 4 février 2018 - 18 h 33 UTC+12:00 | 4 février 2018 - 18 h 33 UTC+12:00 |
|  | Argentine                          |                                    |            | 21 |                                    |                                    |  |  | 4 février 2018 - 18 h 33 UTC+12:00 | 4 février 2018 - 18 h 33 UTC+12:00 |
|  | Russie                             | 12                                 |            |    |                                    |                                    |  |  | 4 février 2018 - 18 h 33 UTC+12:00 | 4 février 2018 - 18 h 33 UTC+12:00 |
|  | Russie                             | 12                                 | Argentine  | 12 |                                    |                                    |  |  |                                    |                                    |
|  | 4 février 2018 - 11 h 44 UTC+12:00 |                                    | Argentine  | 12 |                                    |                                    |  |  |                                    |                                    |
|  |                                    | États-Unis                         | 31         |    |                                    |                                    |  |  |                                    |                                    |
|  | États-Unis                         | États-Unis                         | 31         | 29 |                                    |                                    |  |  |                                    |                                    |
|  | États-Unis                         | 4 février 2018 - 15 h 25 UTC+12:00 |            | 29 |                                    |                                    |  |  |                                    |                                    |
|  | Espagne                            | 12                                 |            |    |                                    |                                    |  |  |                                    |                                    |
|  | Espagne                            | 12                                 | États-Unis | 42 |                                    |                                    |  |  |                                    |                                    |
|  | 4 février 2018 - 12 h 06 UTC+12:00 |                                    | États-Unis | 42 |                                    |                                    |  |  |                                    |                                    |
|  |                                    | Papouasie-Nouvelle-Guinée          | 12         |    |                                    |                                    |  |  |                                    |                                    |
|  | Papouasie-Nouvelle-Guinée          | Papouasie-Nouvelle-Guinée          | 12         | 35 |                                    |                                    |  |  |                                    |                                    |
|  | Papouasie-Nouvelle-Guinée          |                                    |            | 35 |                                    |                                    |  |  |                                    |                                    |
|  | France                             | 0                                  |            |    |                                    |                                    |  |  |                                    |                                    |
|  | France                             | 0                                  |            |    |                                    |                                    |  |  |                                    |                                    |

### Matchs de classement

#### Challenge 13e place
|  | Demi-finales                       | Demi-finales                       |                |    | Finale                             | Finale                             |
|  | Demi-finales                       | Demi-finales                       |                |    | Finale                             | Finale                             |
|  |                                    |                                    |                |    |                                    |                                    |
|  | 4 février 2018 - 14 h 19 UTC+12:00 | 4 février 2018 - 14 h 19 UTC+12:00 |                |    | 4 février 2018 - 18 h 30 UTC+12:00 | 4 février 2018 - 18 h 30 UTC+12:00 |
|  | 4 février 2018 - 14 h 19 UTC+12:00 | 4 février 2018 - 14 h 19 UTC+12:00 |                |    | 4 février 2018 - 18 h 30 UTC+12:00 | 4 février 2018 - 18 h 30 UTC+12:00 |
|  | Pays de Galles                     | 33                                 |                |    | 4 février 2018 - 18 h 30 UTC+12:00 | 4 février 2018 - 18 h 30 UTC+12:00 |
|  | Pays de Galles                     | 33                                 |                |    | 4 février 2018 - 18 h 30 UTC+12:00 | 4 février 2018 - 18 h 30 UTC+12:00 |
|  | Russie                             | 7                                  |                |    | 4 février 2018 - 18 h 30 UTC+12:00 | 4 février 2018 - 18 h 30 UTC+12:00 |
|  | Russie                             | 7                                  | Pays de Galles | 17 |                                    |                                    |
|  | 4 février 2018 - 14 h 41 UTC+12:00 |                                    | Pays de Galles | 17 |                                    |                                    |
|  |                                    | France                             | 19             |    |                                    |                                    |
|  | Espagne                            | France                             | 19             | 14 |                                    |                                    |
|  | Espagne                            |                                    |                | 14 |                                    |                                    |
|  | France                             | 19                                 |                |    |                                    |                                    |
|  | France                             | 19                                 |                |    |                                    |                                    |

#### Challenge 5e place
|  | Demi-finales                       | Demi-finales                       |       |    | Finale                             | Finale                             |
|  | Demi-finales                       | Demi-finales                       |       |    | Finale                             | Finale                             |
|  |                                    |                                    |       |    |                                    |                                    |
|  | 4 février 2018 - 16 h 05 UTC+12:00 | 4 février 2018 - 16 h 05 UTC+12:00 |       |    | 4 février 2018 - 19 h 03 UTC+12:00 | 4 février 2018 - 19 h 03 UTC+12:00 |
|  | 4 février 2018 - 16 h 05 UTC+12:00 | 4 février 2018 - 16 h 05 UTC+12:00 |       |    | 4 février 2018 - 19 h 03 UTC+12:00 | 4 février 2018 - 19 h 03 UTC+12:00 |
|  | Samoa                              | 22                                 |       |    | 4 février 2018 - 19 h 03 UTC+12:00 | 4 février 2018 - 19 h 03 UTC+12:00 |
|  | Samoa                              | 22                                 |       |    | 4 février 2018 - 19 h 03 UTC+12:00 | 4 février 2018 - 19 h 03 UTC+12:00 |
|  | Angleterre                         | 17                                 |       |    | 4 février 2018 - 19 h 03 UTC+12:00 | 4 février 2018 - 19 h 03 UTC+12:00 |
|  | Angleterre                         | 17                                 | Samoa | 19 |                                    |                                    |
|  | 4 février 2018 - 16 h 27 UTC+12:00 |                                    | Samoa | 19 |                                    |                                    |
|  |                                    | Kenya                              | 15    |    |                                    |                                    |
|  | Kenya                              | Kenya                              | 15    | 33 |                                    |                                    |
|  | Kenya                              |                                    |       | 33 |                                    |                                    |
|  | Écosse                             | 19                                 |       |    |                                    |                                    |
|  | Écosse                             | 19                                 |       |    |                                    |                                    |

## Bilan
Statistiques sportives
- Meilleurs marqueurs du tournoi :  Perry Baker /  Luke Morgan /  Seabelo Senatla (8 essais)
- Meilleurs réalisateurs du tournoi :  Perry Baker /  Vilimoni Koroi /  Luke Morgan /  Seabelo Senatla (40 points)
- Impact player[3] :  Seabelo Senatla
- Joueur de la finale[4] :  Alosio Sovita Naduva
- Équipe type[5] :

| Avants                                     | Trois-quarts                                    |
| ------------------------------------------ | ----------------------------------------------- |
| Scott Curry Kalione Nasoko Lachie Anderson | Jerry Tuwai Vilimoni Koroi Werner Kok Eroni Sau |